# 士林拂尾藻
士林拂尾藻（学名：Najas ancistrocarpa），又名弯果茨藻，是水鳖科茨藻属的植物。分布在台湾岛、日本以及中国大陆的江西、浙江、湖北等地，多生于湖边、沟渠边以及田边，目前尚未由人工引种栽培。